# Coronel Heller
Coronel Heller é um personagem do filme 007 - Permissão Para Matar, 16º da franquia cinematográfica do espião britânico James Bond, agente 007 do MI-6, criado por Ian Fleming, e o segundo e último com o ator Timothy Dalton no papel principal.

## Características
Heller é o chefe da segurança e guarda-costas pessoal do barão das drogas Franz Sanchez. Bastante protetor do chefe, não deixa ninguém não autorizado chegar perto dele e parece bastante profissional e preparado para seu trabalho. Apesar de realizar seu trabalho e comandar a segurança com eficiência militar, dá a sensação de estar cansado do reino de terror de Sanchez e teme por sua própria vida, pretendendo devolver aos EUA os mísseis Stinger roubados pelo traficante.

## No filme
Heller, sempre ao lado de Sanchez, é quem recebe Bond e o acomoda no escritório do patrão, não permitindo que Bond cumprimente o chefe, quando eles se conhecem. Mais tarde ele lidera o ataque dos homens de Sanchez e do exército de Isthmus City, onde o traficante reina como verdadeiro mandatário, ao local onde Bond está preso e ajuda a libertá-lo da mão de agentes de narcóticos de Hong-Kong, que faziam uma investigação paralela sobre Sanchez ao mesmo tempo em que 007 o caçava pelo ataque a Felix Leiter e sua esposa, atrapalhando as investigações dos orientais. Bond descobre, porém, através da aliada e bond girl Pam Bouvier, que Heller estava interessado num acordo para devolver os mísseis Stinger roubados por Sanchez de guerrilheiros Contras, em troca de sua liberdade quando o traficante e sua quadrilha fossem presos, mas havia voltado atrás por medo de ser descoberto depois do ataque mal sucedido de Bond ao escritório de Sanchez. No clímax do filme, quando do incêndio e destruição dos laboratórios de refino de cocaína de Sanchez, 007, mesmo aprisionado, convence o traficante de que Heller é um traidor, o que faz com que o ele o mate impalando-o numa  empilhadeira que se choca contra uma parede e o perfura completamente.